# End Game
«End Game» — третій сингл шостого студійного альбому американської поп-співачки Тейлор Свіфт — Reputation. В США сингл вийшов 14 листопада 2017 року. Пісня написана Тейлор Свіфт, Максом Мартіном, Shellback, Едом Шираном та репером Future; спродюсована Максом Мартіном та Shellback.

## Музичне відео
На початку грудня 2017 було повідомлено, що незабаром будуть проходити зйомки відеокліпу «End Game». 10 січня 2018 Свіфт виклала на своїх соціальних мережах повідомлення, що музичне відео буде опубліковане 12 січня, а тизер до кліпу буде показаний на ранковому шоу Good Morning America.
Прем'єра музичного відео відбулася 12 січня 2018 року на каналі Свіфт на відеохостингу Vevo. Це сьоме музичне відео Свіфт, яке було зрежисоване Джозефом Каном. Зйомки проходили в Маямі, Токіо і Лондоні. У сцені з Маямі репер Future показаний за кермом автівки Lamborghini Aventador вартістю у $500,000. У перший день свого публікування на YouTube відео набрало 14,4 мільйона переглядів.
Станом на березень 2024 року музичне відео набрало 290 мільйонів переглядів.

## Чарти
| Чарт (2017-18)                             | Місце |
| ------------------------------------------ | ----- |
| Australian Singles Chart                   | 36    |
| Belgium (Ultratop 50 Flanders) (Фландрія)  | 8     |
| Belgium (Ultratop 50 Wallonia) (Валлонія)  | 19    |
| Canada (Canadian Hot 100)                  | 11    |
| Canada CHR/Top 40 (Billboard)              | 17    |
| Canada Hot AC (Billboard)                  | 30    |
| Colombia (National Report)                 | 84    |
| Costa Rica (Monitor Latino)                | 6     |
| Czech Republic (Singles Digitál Top 100)   | 63    |
| Dominican Republic Anglo (Monitor Latino)  | 9     |
| El Salvador Singles Chart (Monitor Latino) | 14    |
| France French Singles Chart                | 130   |
| Irish Singles Chart                        | 68    |
| Israel Media Forest                        | 2     |
| New Zealand Recorded Music NZ              | 2     |
| Nicaragua (Monitor Latino)                 | 17    |
| Philippines (Philippine Hot 100)           | 84    |
| Poland (Polish Airplay Top 100)            | 52    |
| Portugal (AFP)                             | 81    |
| Scotland (Official Charts Company)         | 54    |
| Slovakia (Singles Digitál Top 100)         | 64    |
| UK Singles (Official Charts Company)       | 49    |
| US Billboard Hot 100                       | 18    |
| US Adult Top 40 (Billboard)                | 13    |
| US Dance/Mix Show Airplay (Billboard)      | 18    |
| US Mainstream Top 40 (Billboard)           | 10    |
| US Rhythmic (Billboard)                    | 25    |

## Продажі
| Країна                       | Сертифікація (таблиця продажів та сертифікатів) | Продажі  |
| ---------------------------- | ----------------------------------------------- | -------- |
| Австралія (ARIA)             | Золото                                          | +35,000  |
| Бразилія (Pro-Música Brasil) | Золото                                          | +20,000  |
| Канада (CRIA)                | Платина                                         | +80,000  |
| США (RIAA)                   | Золото                                          | +500,000 |

## Історія релізів
| Регіон   | Дата              | Формат                 | Лейбл       | Виноски |
| -------- | ----------------- | ---------------------- | ----------- | ------- |
| Франція  | 14 листопада 2017 | Contemporary hit radio | Big Machine | [ 2 ]   |
| США      | 3 грудня 2017     | Contemporary hit radio | Big Machine | [ 3 ]   |
| Британія | 26 січня 2018     | Contemporary hit radio | Big Machine | [ 4 ]   |